# Filipe Matos
Filipe Ludwig Corte-Real Matos (Lisboa, 21 de janeiro de 1992), mais conhecido por Filipe Matos é um ator português e polaco.

## Biografia
Filipe Matos é filho de pai português e mãe polaca, tendo dupla nacionalidade.

Em 2023 afirmou a Daniel Oliveira, no Alta Definição da SIC que reconhece as influências familiares bem distintas, a sua mãe nascida na Polónia, onde ainda tem família e os seus bisavós vivenciaram a Segunda Guerra Mundial e o terrível Holocausto.
Durante a entrevista o ator explicou a diferença cultural entre os dois países e o impacto que essas têm na sua personalidade: "tenho um lado português, um lado mais caloroso e depois tenho um lado polaco, que é  um lado mais objetivo, mais frio"

Depois de concluir o ensino obrigatório, ingressou em 2012 na licenciatura de Marketing e Publicidade no IADE - Instituto de Artes Visuais, Design e Marketing. Em 2016 entrou na ACT - Escola de Atores onde se formou em representação. Mais tarde participa em diversos Workshops e Oficinas de Teatro. 
Estreou-se em televisão em 2017, na novela da TVI Jogo Duplo. Em televisão integrou o elenco de varias novelas da SIC, em especial destaque Nazaré, que lhe deu maior notoriedade perante o público.
Em 2024, participa na peça Amigos com Benefícios, uma comédia familiar escrita por John Borg, atuou com Sofia Alves e Diogo Lopes. 

## Filmografia

### Televisão[4]
| Ano        | Projeto              | Papel                    | Notas                   | Canal |
| ---------- | -------------------- | ------------------------ | ----------------------- | ----- |
| 2017- 2018 | Jogo Duplo           | Fernando Alves «Freddy»  | Elenco principal        | TVI   |
| 2018       | Verão M              | Xavier Carvalho          | Elenco principal        | RTP1  |
| 2018       | Onde Está Elisa?     | Sebastião Frazão         | Elenco principal        | TVI   |
| 2019       | A Teia               | Ricardo Saavedra (jovem) | Elenco adicional        | TVI   |
| 2019- 2020 | Nazaré               | Luís Soares              | Elenco principal        | SIC   |
| 2020-2021  | Amar Demais          | Frederico «Fred» Raposo  | Elenco principal        | TVI   |
| 2021- 2023 | A Lista              | Simão Seixas Fonseca     | Elenco principal (OPTO) | SIC   |
| 2022- 2023 | Sangue Oculto        | Mário Apolinário         | Elenco principal        | SIC   |
| 2023       | A Casa da Aurora     | Tinoco                   | Elenco adicional        | SIC   |
| 2025       | Vizinhos Para Sempre | Artur                    | Elenco adicional        | TVI   |

### Cinema[5]
| Ano  | Projeto         | Papel     | Notas            |
| ---- | --------------- | --------- | ---------------- |
| 2019 | O Dedo Podre    |           |                  |
| 2019 | Lisboa-Santarém | Tiago     | Elenco principal |
| 2024 | O Emigrante     | Dr. Nunes |                  |

### Teatro
| Ano  | Peça                    | Papel            | Notas                                            |
| ---- | ----------------------- | ---------------- | ------------------------------------------------ |
| 2023 | Temos Apenas o Presente |                  | Realização de Rita Nunes                         |
| 2024 | Amigos Com Benefícios   | Francisco «Kiko» | Escrita por John Borg e encenada por Celso Cleto |